# Razyaryonny (1941)
Razyaryonny (en ruso: Разъярённый, lit. 'Furioso') fue uno de los destructores de la clase Gnevny (conocida oficialmente como Proyecto 7) construidos para la Armada Soviética a finales de la década de 1930. Originalmente llamado Peredovoy, pasó a llamarse Razyaryonny antes de su finalización a finales de 1941 y fue asignado a la Flota del Pacífico. 
Aproximadamente un año después de la invasión alemana de la Unión Soviética en junio de 1941, se le ordenó unirse a la Flota del Norte, navegando a través del Océano Ártico. Junto con varios otros destructores, el Razyaryonny abandonó el Lejano Oriente soviético en julio de 1942 y llegó a Múrmansk tres meses después, sufriendo un eje de hélice doblado que lo mantuvo en reparación durante el viaje hasta enero de 1943. Apenas unos días después de estar operativo, encalló. y estuvo en reparación hasta junio. Escoltando convoyes desde mediados de 1943, el destructor fue torpedeado por un submarino alemán en enero de 1945, perdiendo su popa. El Razyaryonny fue reparado en la posguerra utilizando la popa rescatada de un de sus barcos gemelos hundido y sirvió hasta finales de la década de 1950, cuando se hundió durante una prueba nuclear.

## Diseño y desarrollo
Después de construir los destructores de clase Leningrado, grandes y costosos de 40 nudos (74 km/h), la Armada soviética buscó la asistencia técnica de Italia para diseñar destructores más pequeños y más baratos. Obtuvieron la licencia de los planos de los destructores italianos de la clase Folgore y, al modificarlos para sus propósitos, sobrecargaron un diseño que ya era algo poco estable.
Los destructores de la clase Gnevnys tenían una eslora total de 112,8 metros, una manga de 10,2 metros y un calado de 4,8 metros a toda carga. Los buques tenían un sobrepeso significativo, casi 200 toneladas más pesados de lo diseñado, desplazando 1612 toneladas con carga estándar y 2039 toneladas a toda carga. Su tripulación constaba de 197 oficiales y marineros en tiempo de paz y 236 en tiempo de guerra.
Los buques contaban con un par de turbinas de vapor con engranajes, cada una impulsaba una hélice, capaz de producir 48 000 ihp en el eje (36 000 kW) usando vapor de tres calderas de tubos de agua que estaba destinado a darles una velocidad máxima de 37 nudos (69 km/h). Los diseñadores habían sido conservadores al calificar las turbinas y muchos, pero no todos, los buques excedieron fácilmente su velocidad diseñada durante sus pruebas de mar. Las variaciones en la capacidad de fueloil significaron que el alcance de los destructores de la clase Gnevny variaba entre 1670 y 3145 millas náuticas (3093 a 5825 km; 1922 a 3619 millas) a 19 nudos (35,00 km/h). El Brodry demostró tener un alcance de 2190 millas náuticas (4060 km) a esa velocidad.
Tal y como estaban construidos, los buques de la clase Gnevny montaban cuatro cañones B-13 de 130 mm en dos pares de monturas individuales superfuego a proa y popa de la superestructura. La defensa antiaérea corría a cargo de un par de cañones 34-K AA de 76,2 mm en monturas individuales y un par de cañones AA 21 K de 45 mm, así como dos ametralladoras AA DK o DShK de 12,7 mm. Así mismo, llevaban seis tubos lanzatorpedos de 533 mm en dos montajes triples giratorios; cada tubo estaba provisto de una recarga. Los barcos también podían transportar un máximo de 60 o 95 minas y 25 cargas de profundidad. Estaban equipados con un juego de hidrófonos Marte para la guerra antisubmarina, aunque eran inútiles a velocidades superiores a tres nudos (5,6 km/h). Los buques estaban equipados con dos paravanes K-1 destinados a destruir minas y un par de lanzadores de cargas de profundidad.

## Historial de operaciones
El 15 de septiembre de 1936, se colocaron los componentes principales del Razyaryonny en el astillero n.° 198 (en ruso: Николаевский судостроительный завод, lit. 'Astillero Nikolaev') en la ciudad ucraniana de Nikolayev y luego se enviaron al Astillero N.º 199 en Komsomolsk del Amur en el Lejano Oriente ruso, para su finalización. El 17 de septiembre de 1937, se inició nuevamente su construcción con el nombre de Peredovoy. Fue rebautizado como Razvitoy el 25 de septiembre de 1940 y botado el 22 de mayo de 1941 después de haber sido rebautizado como Razyaryonny el 16 de mayo. El barco se completó el 27 de noviembre de 1941 y se unió a la Flota del Pacífico el 14 de diciembre de 1941.

### Segunda Guerra Mundial
Debido a la debilidad de la pequeña Flota del Norte y la importancia de los convoyes árticos aliados que transportaban suministros vitales a la Unión Soviética a través del puerto de Múrmansk, el Cuartel General del Mando Supremo (Stavka) decidió transferir varios buques modernos del Pacífico a la Flota del Norte a través de la Ruta del Mar del Norte; las órdenes partieron del Comisario del Pueblo de la Armada, Almirante Nikolái Kuznetsov, el 18 de junio. Liderados por el destructor líder Bakú, el Razyaryonny y sus buques gemelos el Razumny y el Revnostny partieron de Vladivostok el 15 de julio de 1942, el trayecto recibió el nombre de Expedición de Propósito Especial (EON-18) y fue la primera vez que los buques de guerra soviéticos utilizaron la Ruta del Mar del Norte para viajar de este a oeste. El casco del Razyaryonny fue reforzado contra el hielo durante junio y julio, partiendo de Vladivostok con el resto de buques que formaban parte del convoy EON-18 el 15 de julio. Mientras estaba en Providence Bay el 30 de julio, una de sus hélices golpeó contra el fondo marítimo y dañó gravemente sus palas.
Fue reemplazada por un repuesto procedente del Razumny una semana después, pero su velocidad tuvo que reducirse a 8 nudos (15 km/h) debido a las vibraciones del eje de la hélice que se había doblado. Reanudaron el viaje, la expedición entró en el mar de Chukotka, donde el 17 de agosto el Razyaryonny quedó atrapado entre témpanos de hielo y tuvo que ser rescatado por los rompehielos Mikoyan y Kaganovich. Fue remolcado por el destructor Bakú durante la mayor parte del camino entre Ambarchik y Dikson, donde se reemplazó la hélice izquierda y se retiró la derecha. Con solo una hélice, el destructor todavía podía avanzar a unos 25 nudos (46 km/h). Después de que la expedición llegara a bahía de Kola el 14 de octubre, el Razyaryonny fue colocado en un dique flotante en el cabo Abram-Karg, donde permaneció en reparaciones hasta principios de 1943.
El Razyaryonny hizo su primera salida de combate el 2 de enero de 1943 y se reunió con los transportes aliados. Durante esta misión, sufrió daños en su proa al tocar el fondo marino mientras se acercaba a la isla Salny en la niebla. Sin embargo, seis días después, el destructor encalló en la isla de Salny en ruta a Vaenga después de que un corte de energía inhabilitara temporalmente la dirección. Se las arregló para regresar a Múrmansk por sus propios medios, pero su quilla se torció lo que obligó a realizar reparaciones, que duraron hasta el 25 de junio. Como resultado de este incidente, su capitán, el Kapitan-leytenant Nikolái Nikolsky, fue despojado de su rango y enviado a un batallón penal, retomando su rango después de ser herido; Nikolsky pasó a comandar el Razumny y otros dos destructores antes del final de la guerra.
Durante la segunda mitad de 1943 y 1944, el Razyaryonny sirvió en tareas de escolta y patrulla de convoyes, escoltando más de cuarenta convoyes entre agosto de 1943 y enero de 1945. El 26 de octubre, con un destacamento de barcos, buscó barcos de guerra alemanes hasta Berlevåg en el extremo norte de Noruega y, al no encontrar ninguno, bombardeó Vardø durante la Operación Petsamo-Kirkenes. El barco pesquero noruego Spurven fue hundido en Vardo. Mientras escoltaba al Convoy KP-1 a Liinakhamari junto con el Razumny el 23 de enero de 1945, el destructor descubrió el submarino alemán U-293 con su sonar a las 12:20h. Los dos destructores comenzaron a dar caza al submarino, que alcanzó la popa del Razyaryonny con un torpedo GNAT a las 12:50h. Su popa casi fue arrancada y se produjo un incendio; la explosión mató a 38 miembros de la tripulación e hirió a 17. Los intentos iniciales de remolcar el buque fueron infructuosos debido a las malas condiciones en que se encontraba la popa, lo que provocó que la cuerda de remolque se rompiera. La popa se cayó alrededor de las 20:00 y el destructor fue remolcado de regreso a Pechenga y de allí a Múrmansk. Las reparaciones se completaron ya en la posguerra en 1946 en el astillero SRZ-25 en Rosta, Múrmansk, y para ello se utilizó la popa recuperada de su buque gemelo el Stremitelny.

### Posguerra
El Razyaryonny pasó a formar parte de la Flotilla del Mar Blanco el 1 de marzo de 1954, pero fue retirado de la flota de combate el 17 de febrero de 1956 antes de ser reclasificado como barco de prueba y renombrado como OS-4, diez días después. El antiguo destructor participó en pruebas nucleares el 7 de septiembre y el 10 de octubre de 1957, siendo hundido en la bahía Chyornaya de Novaya Zemlya durante este último año. Fue retirado oficialmente de las listas de la Armada soviética el 1 de marzo de 1958.